# Miki Yamane
Miki Yamane (山根 視来 Yamane Miki?), född 22 december 1993 i Kanagawa prefektur, är en japansk fotbollsspelare som spelar för Kawasaki Frontale.

## Klubbkarriär
Yamane började sin karriär 2016 i Shonan Bellmare. Han spelade 100 ligamatcher för klubben. Med Shonan Bellmare vann han japanska ligacupen 2018. 2020 flyttade han till Kawasaki Frontale. 

## Landslagskarriär
I november 2022 blev Yamane uttagen i Japans trupp till VM 2022.